# Taxigramma pluriseta
Taxigramma pluriseta är en tvåvingeart som först beskrevs av Pandelle 1895.  Taxigramma pluriseta ingår i släktet Taxigramma och familjen köttflugor.
Artens utbredningsområde är Frankrike. Inga underarter finns listade i Catalogue of Life.